# Rafael Quero Silva
Rafael José Quero Silva (Barquisimeto, 16 de octubre de 1970), es un militar venezolano que fue comandante del Destacamento 47 de la Guardia Nacional Bolivariana (GNB) en el estado Lara. Ha sido responsabilizado de represión y tortura durante su periodo, incluyendo durante las protestas en Venezuela de 2014. Posteriormente se radicó en los Estados Unidos, alrededor de 2017, donde pidió asilo y participó como extra de televisión en el canal Telemundo. En 2018 el FBI inició una investigación en contra de Rafael Quero Silva, entrevistando a aproximadamente 20 víctimas de represión de la GNB bajo su mando.
El 27 de febrero de 2025, Rafael fue detenido por agentes del Servicio de Control de Inmigración y Aduanas de los Estados Unidos (ICE en inglés), siendo recluido en el centro de detención de Krome, en el Condado de Miami-Dade.  Tras ser presentado en un tribunal en Miami, un juez le negó fianza el 21 de marzo.

## Vida personal
Hijo de Alberto Cecilio Quero y Janett Silva, casado desde 1994 con Claudia Beatrice Carrillo Arellán.[cita requerida]